# بیت مئیر (اسرائیل)
بیت مئیر (به لاتین: Beit Meir) یک منطقهٔ مسکونی در اسرائیل است که در منطقه آماری ماتیه یهودا واقع شده‌است. این منطقه مسکونی بر روی اراضی روستای فلسطینی بیت محسیر ساخته شده است. ساکنین این روستا در نکبت سال ۱۹۴۸، اصطلاحی که به پاک سازی قومی بخش وسیعی از فلسطین اشاره دارد، از خانه خود اخراج شده، و تا به امروز، اسرائیل به آنها اجازه بازگشت نداده است. خانه های این روستا تخریب شده و بر روی آن روستای جدید بیت مئیر ساخته شد.